# 广南柯
广南柯（学名：Lithocarpus irwinii）为壳斗科柯属的植物，为中国的特有植物。分布在中国大陆的福建、广东、广西、香港等地，生长于海拔400米的地区，常生长在山地疏林中，目前尚未由人工引种栽培。

## 别名
港柯（广西植物）